# Шварцау-им-Гебирге
Шварцау-им-Гебирге (нем. Schwarzau im Gebirge) — ярмарочная коммуна (нем. Marktgemeinde) в Австрии, в федеральной земле Нижняя Австрия.
Входит в состав округа Нойнкирхен. Население составляет 763 человека (на 31 декабря 2005 года). Занимает площадь 190 км². Официальный код — 3 18 36.

## Политическая ситуация
Бургомистр коммуны — Ирмфрид Ханрайх (СДПА) по результатам выборов 2005 года.
Совет представителей коммуны (нем. Gemeinderat) состоит из 15 мест.
- СДПА занимает 11 мест.
- АНП занимает 4 места.